# Marcgraviastrum obovatum
Marcgraviastrum obovatum là một loài thực vật có hoa trong họ Marcgraviaceae. Loài này được (G. Don) Bedell mô tả khoa học đầu tiên..